# 대한민국 민법 제699조
대한민국 민법 제699조는 기간의 약정없는 임치의 해지에 대한 민법조문이다.

## 조문
제699조(기간의 약정없는 임치의 해지) 임치기간의 약정이 없는 때에는 각 당사자는 언제든지 계약을 해지할 수 있다.

第699條(期間의 約定없는 任置의 解止) 任置期間의 約定이 없는 때에는 各 當事者는 언제든지 契約을 解止할 수 있다.

## 판례
- 수치인이 적법하게 임치계약을 해지하고 임치인에게 임치물의 회수를 최고하였음에도 불구하고 임치인의 수령지체로 반환하지 못하고 있는 사이에 임치물이 멸실 또는 훼손된 경우에는 수치인에게 고의 또는 중대한 과실이 없는 한 채무불이행으로 인한 손해배상책임이 없다[1]

## 같이 보기
- 임치